# 竹内紫麻
竹内 紫麻（たけうち しま、1991年12月23日 - ）はセント・フォース所属のタレント・キャスターである。
活動開始当初（大学時代）はポニーキャニオンアーティスツに所属、その後株式会社スプラウトの所属を経て、2015年3月31日付けで親会社でもある現在の芸能事務所に移籍した。

## 略歴
神奈川県に生まれ、早稲田大学国際教養学部卒業。親の仕事の関係で中学3年生からアメリカ、高校3年間をドバイで過ごしていたため英語が堪能。過去には通訳の仕事も経験した。

## 人物
身長166センチ。JRAウインズなどで放送されている『タートピッ!～Turf Topics～』関東リポーターを務めており。キャスター界きっての競馬通とされる。競馬ファンの間では「美馬女」（びばじょ）の愛称で呼ばれている。
2016年11月には週刊プレイボーイにて水着姿初披露。グラビアは前々から挑戦したかったという。
2024年11月にはミスきもの美女グランプリに輝いた。

## 出演番組

### テレビ
- ドラゴンストリーム（2011年、ポニーキャニオン） - MC
- 日替わりセントフォース（BSスカパー!）
- 一夜づけ（テレビ東京）
- 女子アナの罰（TBS）
- タートピッ!～Turf Topics～（グリーンチャンネル）
- 女子アナの罰絶対負けられない運動会（2015年10月3日、10日、TBS）
- 究極のヒーローは誰だ!新スポーツエンターテインメント KuroOvi選手権（2018年2月18日 - 、ファミリー劇場）[3]
- SUPER GT - オフィシャル映像ピットリポーター（2019年 - ）[4]
  - GTV2019〜SUPER GT トークバラエティ（J SPORTS） - アシスタント

### ラジオ
- 『森本毅郎・スタンバイ!』（「現場にアタック!」 - 隔週水曜日と違う週の木曜日担当レポーター）

### CM
- ミニストップ「プレミアム和栗モンブランソフト」篇（2015年、ミニストップ） - しましま 役

### ゲーム
- プロ野球スピリッツA（2016年、コナミ） - 秘書・竹内紫麻 役[5]